# ولی‌خان‌لی (یاردیملی)
ولی‌خان‌لی (به لاتین: Vəlixanlı) یک منطقه مسکونی در جمهوری آذربایجان است که در شهرستان یاردیملی واقع شده است. ولی‌خان‌لی ۵۶۲ نفر جمعیت دارد.